# Фогель, Герман (немецкий иллюстратор)

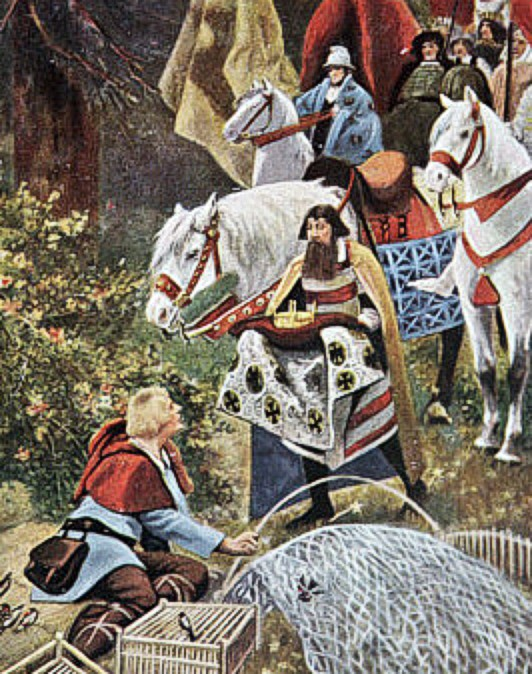
Генриху подносят королевскую корону (картина Германа Фогеля, 1900 г.)

Герман Фогель (нем. Hermann Vogel; 16 октября 1854, Плауэн, Германский союз — 22 февраля 1921, Кребес, Цвиккау) — немецкий иллюстратор.
Фогель родился в Плауэне в семье архитектора. С 1874 по 1875 год он учился в Дрезденской академии искусств.
Позже работал в издательстве Braun & Schneider и был одним из основателей Германского художественного общества (Deutsche
Kunstgesellschaft). Он регулярно рисовал для журнала Юлиуса Ломайера «Die deutsche Jugend» и для еженедельника «Fliegende Blätter». В юном возрасте принадлежал к движению назаренов, позже работал в стиле бидермейера.
Иллюстрации Фогеля появились в издании 1881 года «Избранных сказок» Андерсена, издании 1887 года сказок Музеуса, в 1891 году он иллюстрировал «Нибелунгов» Густафа Шалька. С 1896 по 1899 год его творчество было собрано в двух томах. Тома 3 и 4 появились в 1903 и 1908 году. Фогель умер в Кребесе в Саксонии.